# ALL (AAAのアルバム)
『ALL』（オール）は、2007年1月1日にavex traxから発売されたAAAの2枚目のオリジナルアルバム。

## 解説
- 前作「ATTACK」より約1年ぶりとなるAAA2枚目のオリジナルアルバム。
- 新曲3曲を含む全13曲で構成されている。
- <CD ONLY>と<CD+DVD>の2形態で発売される。ジャケットはそれぞれ異なる。<CD ONLY>はレンタル用のみCCCDとなっている。
- <CD ONLY>の初回生産盤には「AAAトレーディング トランプカード」がランダムに封入される。また、<CD+DVD>の初回生産盤に収録されている、新曲「ミカンセイ」のミュージッククリップは写真をつなぎ合わせて作られている。オフショットムービーも収録されている。
- 全13曲中今回初CD化となる曲は3曲のみであり、それ以外はほとんどシングルとして発売されている。また1周年記念にリリースしたミニアルバム『ALL/2』に収録されたほとんどの曲が、このアルバムに収録されている。
- 発売前ではあるが、オリコンのデイリーランキングには12月26日付よりランクインした（通例、元日発売の作品は前週に出荷が始まる）。
- このアルバムを引っ提げて「AAA TOUR 2007 -4th ATTACK-」「AAA TOUR 2007 -4th ATTACK ROUND 2-」を行った。

## 収録曲
CD
1. ハレルヤ (3:55)　(全員)
（作詞：菜穂、作曲/編曲：h-wonder）
2. ハリケーン・リリ、ボストン・マリ (Original Long Version) (6:18) (全員)
（作詞/作曲：真島昌利、編曲：家原正樹）
3. Let it beat! (4:43) (西島・宇野・浦田・日高・後藤・伊藤)
（作詞：田辺智沙、作曲/編曲：渡辺未来）
4. Samurai heart -侍魂- (4:04) (全員)
（作詞：ササキオサム、作曲：Ikoman & Vrij(backed new jack)、編曲：Ikoman、Rap詞：ササキオサム・日高光啓）
5. チューインガム (5:08) (西島・浦田)
（作詞/作曲：中村中、編曲：松原憲）
6. ソウルエッジボーイ (3:55) (西島・浦田・日高・與・末吉)
（作詞：ササキオサム、作曲：大西克己、編曲：柴崎浩）
7. キモノジェットガール (3:00) (宇野・後藤・伊藤)
（作詞/作曲：21st Century Stars(ROLLY Star KATO Star)、編曲：吉本考）
8. "Q" (4:15) (全員)
（作詞：m.c.A・T、作曲：上野圭一、編曲：honey hunter）
9. Champagne Gold (5:00) (西島・宇野・浦田・後藤・伊藤)
（作詞：井上秋緒、作曲：Sin、編曲：M.O.R）
新録曲。
デビュー1周年日本武道館ライブのアンコールで、1度だけ披露された楽曲。何か月も前から着うたなどではダウンロード販売が行われていた。
振り付けは前田健が担当。
10. Winter lander!! (4:13) (全員)
（作詞：jam、作曲：渡辺未来、編曲：h-wonder、Rap詞：日高光啓）
11. Shalala キボウの歌 (4:08) (全員)
（作詞：石田衣良、作曲：成瀬英樹、編曲：今井了介）
12. Us (3:55) (西島・宇野・浦田)
（作詞：jam、作曲：伊橋成哉、編曲：上杉洋史）
新録曲。
13. ミカンセイ (5:02) (全員)
（作詞：菜穂、作曲：h-wonder、編曲：家原正樹）
新録曲。
アルバム内では数少ないバラードであり、アルバム新録曲の中で唯一ミュージッククリップが作成された曲である。

### 初回生産盤DVD
| #         | タイトル                                                                            | 作詞  | 作曲・編曲 | 時間 |
| --------- | ----------------------------------------------------------------------------------- | ----- | ---------- | ---- |
| 1.        | 「ミカンセイ [ミュージッククリップ]」                                               |       |            | 5:03 |
| 2.        | 「ハリケーン・リリ，ボストン・マリ (Original Long version) [ミュージッククリップ]」 |       |            | 9:05 |
| 3.        | 「ミカンセイ [オフショットムービー]」                                               |       |            | 9:31 |
| 合計時間: | 合計時間:                                                                           | 23:39 |            |      |